# Alghero-Fertilia flygplats
Alghero-Fertilia flygplats (italienska: Aeroporto di Alghero-Fertilia) ligger 8 kilometer nordväst om staden Alghero på norra Sardinien, Italien. Passagerartrafiken har stadigt ökat de senaste åren, mycket på grund av att flygbolaget Ryanair kontinuerligt har expanderat och numera har en av sina baser på flygplatsen. Drygt 1 miljon passagerare per år använder flygplatsen.
Flygplatsen drivs av företaget SOGEAAL (società di Gestione Aeroporto di Alghero).
Mellan flygplatsen och centrala Alghero går det bussar, vilket kostar 0,70 euro. En taxiresa till Alghero kostar ca 20 euro.

## Distans till några städer
- Alghero centro — 13 km
- Bosa — 70 km
- Castelsardo — 60 km
- Fertilia — 4 km
- Ittiri — 28 km
- Ozieri — 75 km
- Porto Torres — 25 km
- Sassari — 25 km
- Stintino — 40 km